# Monte San Francesco in Pertica
Il monte San Francesco in Pertica è un rilievo di 794 metri s.l.m. alle pendici del Campo dei Fiori, che si trova nel territorio comunale di Varese, sopra il borgo di Velate, ed è stato per almeno quindici secoli un luogo con una storia parallela a quella del suo ben più famoso dirimpettaio: il Sacro Monte di Varese.
A riprova della contiguità dei due luoghi c'è un altro dato evidente: al monte San Francesco esistono ancora le fondamenta di una torre gemella della cosiddetta  torre degli Ariani, tradizionalmente indicata come quella dove si sarebbero arroccati i nemici di Sant'Ambrogio, che ancora sorge sul punto più alto della collina alle spalle del Santuario, nella proprietà del monastero delle Romite Ambrosiane.

## Il convento francescano
Nel Liber Notitiae Mediolani del prete Goffredo Da Bussero, compilato nella seconda metà del XIII secolo, oltre alla chiesa di S. Maria del Monte ed ai suoi altari, viene ufficialmente documentata per la prima volta anche una “in monte de Velate ecclesia Sancti Francisci”, la cui prima indicazione di esistenza risale al 1228. Da notare che Velate a quei tempi era un rilevante centro della zona e più importante di Varese stessa. Il Conventino, chiamato così per le sue piccole dimensioni, era circondato da terreni, sistemati in terrazzamenti ancora ben visibili, che permettevano ai frati la coltivazione di ortaggi e la cura del bestiame. 
Nel 1228, Sant’Antonio andò a Varese e nei suoi circondari, con lo scopo di fondarvi monasteri. Cominciò l’opera della costruzione del convento di Varese nello stesso 1228, ed è perciò anche probabile che durante il suo soggiorno varesino dimorasse proprio al cosiddetto Conventino di Velate, unica struttura dei francescani già esistente sul luogo. Questi frati avevano comunque fatto una scelta di vita appartata e lontana spiritualmente molto più di quei tre chilometri di accidentato sentiero che ancor oggi dividono il monte dal borgo di Velate. Va sottolineato, ad avvalorare l’importanza e in certo modo la sacralità del luogo, che i primi frati di questo piccolo Convento, con ogni probabilità, avevano avuto in sorte di conoscere San Francesco quando era ancora in vita.
Del Conventino, e delle sue vicende in quei primi secoli di francescanesimo, non si sa nulla, tranne che dovette restare in attività per più di due secoli e mezzo, se è vero che il suo abbandono da parte dei francescani sembra risalire al 1478, data cui si riferisce l’ultima notizia ufficiale che ne abbiamo. Subentrarono i monaci agostiniani dell'Ordine di Sant’Ambrogio ad Nemus, che vi restarono per breve tempo.
Si narra in uno degli eventi miracolosi attribuiti a Caterina Moriggi (fondatrice dell'ordine monastico tuttora attivo al Sacro Monte) che, all'indomani della sua morte nel 1478, fu un padre Jacopo di San Francesco in Pertica a condurre una fanciulla affetta da una grave forma di sordità causatale da cisti facciali; questa portò al feretro una maschera di cera con la sua effigie e la Beata compì il miracolo della guarigione.
Purtroppo poche sono le notizie relative al monastero: presumibilmente i frati che vi abitarono furono sempre in numero limitato poiché le dimensioni dell’edificio dovevano essere piuttosto modeste. Della chiesa abbiamo qualche notizia all’epoca di San Carlo Borromeo quando ormai i frati avevano già abbandonato il monastero che ricadeva sotto la tutela della parrocchia di Velate. Certo è che l’edificio si trovava in completo stato di abbandono: l’altare era privo di croce e candelieri, il pavimento dissestato, i muri scrostati, mancavano il soffitto, il campanile, l’acquasantiera. Nessuno si preoccupava di custodirne l’ingresso. Nella sua visita pastorale del 27 ottobre 1574, San Carlo ordinò una serie di urgenti riparazioni e, in attesa di una decorosa sistemazione, la sospensione delle celebrazioni liturgiche. I lavori di riordino, in realtà, data la difficoltà di reperire i fondi e forse l’insufficiente interessamento al luogo, non vennero mai eseguiti e la chiesa venne sconsacrata. I muri crollati vennero ulteriormente demoliti per permettere l’utilizzo delle pietre come materiale da costruzione. 
Il luogo cadde lentamente nel più completo oblio tanto che oggi la vegetazione ha ricoperto i pochi ruderi sopravvissuti al passare del tempo.
L’area del complesso monastico non doveva essere piccola (un ettaro circa), ma le costruzioni, secondo la tradizione francescana, erano povere, i locali spogli, essenziali e di limitate dimensioni. La visita non lascia affascinati in quanto non si riesce nemmeno con un rilievo geometrico a capire qualche cosa sulla organizzazione degli spazi abitativi e di culto. Pensiamo però al San Francesco coltivato a vigneto, alla sua sommità libera dalla vegetazione spontanea, alla chiesa e alle casette del monastero intonacate di calce: così San Carlo Borromeo, nella mappa allegata alle descrizioni delle sue visite pastorali, ci sembra descrivere ancora questo luogo che solo pochi anni dopo non sarebbe stato altro che un ricordo